# Čango-Mađari
Čango odnosno Čango-Mađari (mađ. Csángó, rum. Ceangău, mn. Ceangăi), kolektivni naziv za nekoliko mađarskih etničkih skupina u rumunjskom dijelu Moldavije i mađarskom dijelu Baranje. Čango-Mađari danas imaju između 60.000 i 70.000 govornika koji se služe jezikom-Csángó, dijalektima mađarskog, a podijeljeni su na nekoliko skupina, Sjeverni kod grada Roman; Južne kod grada Bacău; Đimeški Čango s nekadašnej granice Moldavije i Transilvanije; i Hétfalu Čango blizu Braşova; Sekelji, rumunjska Moldavija. U Rumunjskoj Čanga ima najviše u županiji Bacău. Po vjeri su uglavnom rimokatolici. Na Duhove se Čango i ini Mađari sastaju na misi zahvalnici Gospi, zato što ih je stoljećima održala na okupu unatoč tome što su bez mađarskog svećenika i mađarske škole.

## Čango naselja
Traian (Újfalu), Săbăoani (Szabófalva), Pildeşti (Kelgyest), Iugani (Jugán), Ploscuţeni (Ploszkucény) Valea Mare (Bogdánfalva), Bucila (Bukila), Gioseni (Gyószény), Valea Mare (Nagypatak), Galbeni (Trunk), Secatura (Szekatura) i Nicolae Balcescu (Ferdinánd ili Újfalu). Naselja Sekelji čanga su: Cleja (Klézse), Lespezi (Lészped), Pustiana (Pusztina), Luizi-Călugăra (Lujzikalagor), Grozeşti (Górzafalva), Fundu-Răcăciuni (Külsőrekecsin), Găiceana-Unguri (Gajcsána-Magyarfalu), Vladnic (Lyábnik), Coman (Gajdár), Sascut-Sat (Szászkút).

## Vanjske poveznice
- Northern Moldavian Csángós
- Csango minority culture in Romania
- Krv Isusova kao motiv u molitvicama srednjoeuropskih naroda[neaktivna poveznica] Neka čangovska vjerovanja